# Mesolongi
Mesolongi (griechisch Μεσολόγγι [mɛsɔˈlɔŋgʲi] (n. sg.), andere Transkriptionen und Nebenformen lauten: Messolongi, Messolonghi, Missolonghi, Missolunghi, Mesolongion) ist eine Stadt in Ätolien-Akarnanien mit etwa 13.500 Einwohnern und gleichzeitig Sitz der gleichnamigen Gemeinde (dimos) in der griechischen Region Westgriechenland. Diese Gemeinde wurde zuletzt 2010 durch die Eingemeindung der Nachbargemeinden Etoliko und Iniades erheblich vergrößert und gliedert sich heute in drei Gemeindebezirke und 19 Ortschaften.
Mesolongi wurde vermutlich im frühen 16. Jahrhundert gegründet und erlangte vor allem während der Griechischen Revolution in den 1820er Jahren Berühmtheit. Die Stadt gilt bis heute als Symbol des griechischen Widerstands gegen das Osmanische Reich. Seit 1937 darf Mesolongi laut einer Verfügung des griechischen Königs Georg II. aufgrund der historischen Bedeutung den Ehrentitel Iera Poli (Ιερά Πόλη ‚Heilige Stadt‘) führen.

## Geographie, Geologie und Klima
Mesolongi liegt am Golf von Patras in der Ebene, die im Lauf der Jahrhunderte im Mündungsgebiet der Flüsse Acheloos und Evinos durch natürliche Anschwemmungen aufgeschüttet wurde. Ursprünglich entstand das Städtchen auf drei Laguneninseln, die heute allerdings durch Verlandung Teil des zentralgriechischen Festlands geworden sind. Knapp 20 Kilometer nordwestlich der Stadt Mesolongi liegt auf einer Insel am anderen Ende der 33,5 km² großen Lagune von Mesolongi (des antiken Kynia-Sees) der kleine Ort Etoliko. Dessen Altstadt vermittelt noch heute ein recht anschauliches Bild davon, wie auch das frühneuzeitliche Mesolongi ausgesehen haben mag.
Die Gemeinde Mesolongi erstreckt sich über ein Gebiet von 674,13 km² an Landmasse, diese umschließt die Prokopanistos-Lagune im Westen, die große, zentrale Mesolongi-Lagune im Westen, die Lagune von Etoliko, die sich weit nach Norden in Festland erstreckt, und die Klisova-Lagune im Südosten der Stadt. Die Stadt Mesolongi selbst liegt auf einer Halbinsel zwischen den beiden Lagunen. Die Klisova-Lagune erstreckt sich von Mesolongi aus in südöstlicher Richtung bis kurz vor die Mündung des Flusses Evinos, welcher die südöstliche Begrenzung der Gemeinde Mesolongi darstellt und an die Gemeinde Nafpaktia grenzt. Nach Norden hin schließt sich an die Grenze zu Nafpaktia die Grenze zur Gemeinde Agrinio an, welche durch einen 819 m hohen Gebirgszug gebildet wird. Parallel zu diesem erstrecken sich die Höhenzüge des Arakynthos, mit 982 m der höchste Punkt in der Gemeinde Mesolongi. Die Gemeindegrenze setzt sich im Gemeindebezirk Etoliko nach Nordwesten bis zum Fluss Acheloos fort, der – südlich seiner Hauptmündung zufließend – für einige Kilometer die Gemeindegrenze zur nordwestlich liegenden Gemeinde Xiromero bildet. Die Grenze zu Xiromero verläuft dann westöstlich zwischen den Dörfern Pandalofo und Valti, südlich davon umfasst der Gemeindebezirk Iniades das Mündungsgebiet des Acheloos.
Zur Gemeinde Mesolongi gehören auch die Inseln, welche die Mesolongi- und Klisova-Lagune gegen das Ionische Meer bzw. den Golf von Patras abgrenzen. Westlich ist die größte dieser Inseln Prokopanistos, im Süden der Mesolongi-Lagune liegen die Inseln Tholi, Prokopanistos, Schinias und Agios Sostis.
Die Landschaft der Gemeinde Mesolongi ist nach Nordosten von Bergen geprägt. Im Süden des Gemeindegebietes dominiert küstennahes Tiefland, welches (teilweise) aus Marschland per Trockenlegung gewonnen wurde. Ganz im Westen des Gemeindegebietes erhebt sich südlich der Acheloos-Mündung ein 439 m hoher Berg. Nördlich des flachen Gebiets des Acheloosmündung wird das Gelände ebenfalls bergig.
Mesolongi liegt südlich von Agrinio in 29 km Entfernung, nach Patras beträgt die Distanz 30 km, nach Korinth im Ostsüdosten 140 km, nach Athen ca. 200 km (alle Angaben Luftlinie). Amfilochia und Arta im Norden sind 56 und 90 km Luftlinie entfernt.

## Entstehung der Siedlung
Mesolongi liegt am Golf von Patras in der Ebene, die im Lauf der Jahrhunderte im Mündungsgebiet der Flüsse Acheloos und Evinos durch natürliche Anschwemmungen aufgeschüttet wurde. Ursprünglich entstand das Städtchen auf drei Laguneninseln, die heute allerdings durch Verlandung Teil des zentralgriechischen Festlands geworden sind. Knapp 20 Kilometer nordwestlich liegt auf einer Insel am anderen Ende der 33,5 km² großen Lagune von Mesolongi (des antiken Kynia-Sees) der kleine Ort Etoliko. Dessen Altstadt vermittelt noch heute ein recht anschauliches Bild davon, wie auch das frühneuzeitliche Mesolongi ausgesehen haben mag.

### Vorgeschichte: Byzantinische Epoche

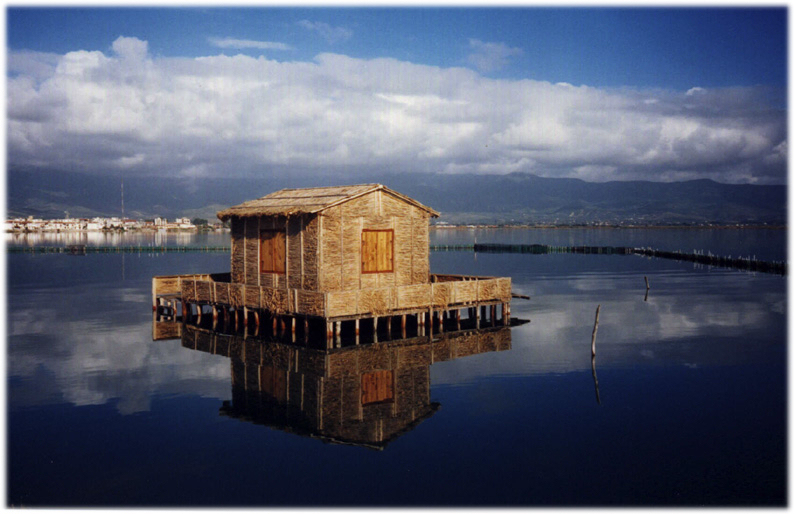
Eine der traditionellen Pfahlbauten (pilades), wie sie seit Jahrhunderten in der Lagune errichtet werden

Obwohl das Byzantinische Reich durch Sprache und Kultur ein griechisch geprägtes Staatswesen war, geriet das eigentliche griechische Kernland innerhalb des Reiches mehr und mehr in den Status einer abgelegenen Provinz. Die Entvölkerung und Verödung selbst einst bedeutender Städte wie Athen und Korinth hatten bereits in der Antike eingesetzt. Räuberische Invasionen germanischer und slawischer Stämme hatten in der Spätantike und im Mittelalter zum Niedergang der Region beigetragen. In der Folge des Vierten Kreuzzuges fielen Zentralgriechenland und die Peloponnes an Kleinfürsten aus dem westlichen Europa, die sogenannten Lateiner. Die faktische Macht lag hauptsächlich in der Hand der Republik Venedig, die in diesem Randgebiet der Adria massiv die eigenen strategischen und Handelsinteressen durchsetzte. Das Alltagsleben der Menschen blieb durch die Zwistigkeiten der Feudalherren untereinander sowie mit den Byzantinern und, seit etwa 1300, den Osmanen von beständiger Unsicherheit gekennzeichnet. Nach dem Vorbild der Venezianer zogen sich viele Bewohner der Küstenregion des Golfes von Patras auf die vorgelagerten Laguneninseln zurück, weil diese relativen Schutz boten und leicht zu verteidigen waren. Auf diese Lage inmitten der Seen (d. h. der Lagune) – auf Italienisch mezzo laghi – soll nach Ansicht der meisten Historiker der Name der späteren Stadt Mesolongi zurückgehen.

### Am Rande des Osmanischen Reichs

#### In der Zeit vor Lepanto

Die Seeschlacht von Lepanto 1571

Seit Mitte des 14. Jahrhunderts brachten die Osmanen fast die gesamte Balkanhalbinsel und damit auch Griechenland unter ihren Einfluss. Die türkischen Eroberungen waren aber hauptsächlich auf die Stärke der Landstreitkräfte zurückzuführen, über eine schlagkräftige und zuverlässige Kriegsmarine verfügten die Osmanen nur selten. Es gelang den Venezianern als ausgesprochener Seemacht daher, große Teile der für sie relevanten ehemals byzantinischen Gebiete unter Kontrolle zu behalten, dies betraf vor allem griechische Inseln und die der Adria zugewandten Küstengebiete. Die Seeschlacht von Lepanto (der griechische Name des unweit von Mesolongi gelegenen Orts lautet Nafpaktos) 1571 sicherte den Venezianern ihre Vorherrschaft in der Adria auf Dauer. In der Beschreibung, die der venezianische Historiker und Staatsmann Paolo Paruta (1540–1598) in seiner Guerra di Cipro vom Verlauf der Lepanto-Schlacht gibt, findet sich auch die erste Erwähnung von Mesolongi. Es scheint sich um eine zu diesem Zeitpunkt noch sehr junge Siedlung gehandelt zu haben, die aber mit mehreren Tausend Einwohnern über eine bemerkenswert große Bevölkerung verfügte, zahlenmäßig soll sie sogar diejenige Athens übertroffen haben.
In den folgenden Jahrhunderten blieb Mesolongi de facto eine Besitzung oder zumindest ein Protektorat Venedigs, wobei der Streit um die Herrschaft über Stadt und Umland immer wieder – je nach dem Kräfteverhältnis zwischen der Serenissima und der Hohen Pforte – Gegenstand auch kriegerischer Auseinandersetzungen war.

#### Vorherrschaft Venedigs
Die Einwohner der Stadt lebten in den frühen Jahrhunderten vielfach in Pfahlbauten, sogenannten pilades, wie sie auch heute noch typisch für die Gegend sind. Mit zunehmender Verlandung der die Stadt umgebenden Lagune errichtete man dann mehr und mehr Häuser in herkömmlicher Bauweise. Wirtschaftliche Grundlage des städtischen Lebens waren zunächst Fischerei, Salzgewinnung und Tabakanbau, in nicht unwesentlichem Ausmaß jedoch auch die Piraterie. Mit dem Wachstum der Stadt und der engen Bindung an Venedig erwarb sich Mesolongi einige Bedeutung als Handelsplatz. In der Blütezeit der venezianischen Epoche zwischen 1740 und 1770 verfügte die Stadt über 75 Schiffe verschiedener Bauart und galt als einer der wichtigsten Handels- und Kriegshäfen Westgriechenlands. Viele europäische Staaten unterhielten im 18. Jahrhundert hier diplomatische Vertretungen.

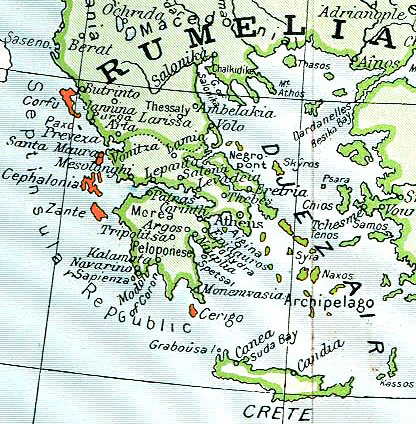
Mesolongi und die Επτάνησος Πολιτεία („Republik der Sieben Inseln“)

#### Die Jahre vor der Griechischen Revolution
Das Ende der Schutzmacht Venedig kam 1797 während des Ersten Koalitionskrieges, und die unerwartete Situation stellte die Einwohner Mesolongis vor neue Probleme. Während die Stadt gezwungen war, die Oberhoheit von Sultan Selim III. zumindest formal anzuerkennen, blieb sie gleichzeitig eine Keimzelle des aufkommenden griechischen Nationalismus. Darüber hinaus hatte der Untergang der Republik Venedig aber auch eine für die griechische Unabhängigkeit psychologisch wichtige Folge: Die vordem ebenfalls venezianischen, in der unmittelbaren Nachbarschaft Mesolongis gelegenen Ionischen Inseln erhielten von 1800 bis 1807 als Republik der Ionischen Inseln (italienisch Repubblica Settinsolare, griechisch Επτάνησος Πολιτεία, Eptánisos politía) eine beschränkte Autonomie unter türkischer und russischer Oberhoheit. Auf diese Weise war erstmals seit dem 15. Jahrhundert ein zumindest teilweise selbständiger griechischer Staat entstanden.

## Die Ereignisse der 1820er Jahre
Dass die griechischen Freiheitskämpfer mit dem Namen Klephten, das heißt Räuber, belegt wurden, war nicht nur die polemische Sprachregelung der türkischen Obrigkeit. Tatsächlich waren die Widerstandsgruppen bunt zusammengewürfelt, in ihren Reihen fanden sich keineswegs ausschließlich freiheitsliebende Idealisten. Vielmehr waren durch zunehmende Unterdrückung und Misswirtschaft der osmanischen Verwaltung im 18. Jahrhundert viele griechische Kleinbauern verarmt und hatten sich, an den Rand der Gesellschaft gedrängt, in die Berge und auf Inseln zurückgezogen, wo sie auch mit kriminellen Mitteln zu überleben versuchten. Die bildhafte, bedrohlich klingende Bezeichnung übernahmen aber binnen kurzer Zeit auch politisch engagierte Gruppen von Gesetzlosen.

### Die erste Belagerung
1821

Walachischer Aufstand – Kalamata – Navarino – Patras – Salona – Livadeia – Lalas – Samothraki – Monemvasia – Alamana – Valtetsi – Doliana – 1. Akropolis – Gravia – Drăgășani – Grana – Vasilika (Thessaloniki) – Sculeni – Vasilika (Fthiotida) – Tripoli
1822–1824

Akrokorinth – Chalandritsa – Chios – Naoussa – Chios – Peta – Kompoti – Dervenakia – Agionori – Nauplia – 1. Missolonghi – Karpenisi – 2. Missolonghi – Kasos – Psara – Samos – Gerontas
Griechische Bürgerkriege 1823–1825
Ägyptische Intervention

Kremmydi – Andros – Sphacteria – Maniaki – Myloi – Alexandria – Kakosalesi – Kleisova – 3. Missolonghi – Kastraki – Mani – Varnakova – 2. Akropolis – Arachova – Kamatero – Phaleron
Intervention der Großmächte

Volos – Itea – Mega Spilaio – Navarino – Morea-Expedition – Chios-Expedition – Mortino – Koronisia – Petra
Seeschlachten sind in kursiv
Alexandros Mavrokordatos (1791–1865) war beim Ausbruch der Kampfhandlungen 1821 Kommandant der Aufständischen in Westgriechenland. Er wählte Messolongi als sein Hauptquartier, weil die Stadt bereits unter venezianischer Herrschaft mit Befestigungsanlagen versehen worden war: Zusammen mit der bereits erwähnten günstigen natürlichen Lage verschaffte die mit einem guten Dutzend Kanonen bewehrte Festung den zunächst an Zahl und Ausrüstung weit unterlegenen Griechen also eine gut geschützte Operationsbasis.
Jedoch erkannten auch die Türken die strategische Bedeutung der Stadt, gerade im Hinblick auf die angespannte Lage auf der Peloponnes, die bereits an die Aufständischen verloren zu gehen drohte. Am 20. Julijul. / 1. August 1822greg. erreichte ein türkisch-ägyptischer Flottenverband von etwa 80 Schiffen unter dem Kommando von Hasan Pascha die Lagune. Am 21. Oktober begannen die Belagerer mit mehreren Tausend Marinesoldaten einen Sturmangriff auf die mit etwa 850 Verteidigern besetzten Wälle Messolongis, der jedoch erfolglos verlief. Die anschließenden Übergabeverhandlungen nutzten die Griechen, um Zeit zu gewinnen. Tatsächlich gelang es am 8. November einem kleinen Entsatzheer, auf sieben Schiffen die türkische Blockade zu durchbrechen.
Die Befehlshaber des Belagerungsheers beraumten einen weiteren Angriff für den 24. Dezember 1822jul. / 5. Januar 1823greg. an, weil sie hofften, die Griechen während der Weihnachtsfeierlichkeiten überraschen zu können. Die Verteidiger erhielten jedoch durch Verrat Kenntnis von diesem Vorhaben, und der Plan scheiterte. Die Belagerung war am 31. Dezember 1822jul. / 12. Januar 1823greg. beendet.
Zwischen Oktober 1823 und November 1823 war die Stadt wieder belagert, der erfolglose Angriff war aber gegen Etoliko ausgeführt.

### Die zweite Belagerung

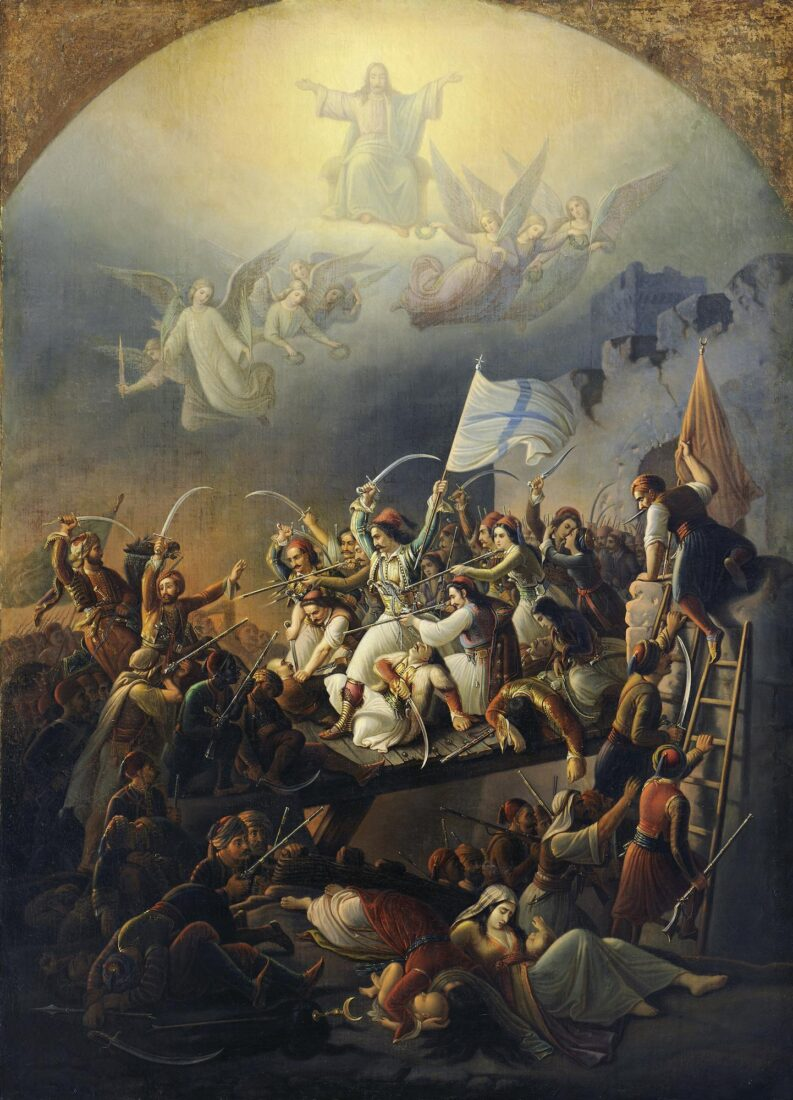
Theodoros P. Vryzakis: Ausfall der Belagerten von Messolongi, 1855 (Athen, Nationalgalerie)

Die Schlappe, die die Türken während der ersten Belagerung hatten hinnehmen müssen, verlieh dem Kampf um Messolongi auf beiden Seiten einen hohen symbolischen Wert. Die Griechen beauftragten den italienischen Ingenieur Pietro Coccini (gräzisiert Petros Kokkinis, andere Quellen geben den Vornamen Michele/Michalis an) mit der Verstärkung und dem Ausbau der Festungsanlagen, die darüber hinaus nun mit 48 weiteren Kanonen bestückt wurden. Kommandant der Festung war der ehemalig preußische Offizier Wilhelm Bellier de Launay.
Im April 1825 begannen die Türken auf Befehl Sultan Mahmuts II. unter Resit Pascha (von den Griechen meist Kioutahis genannt) die erneute Belagerung, zunächst nur von der Landseite her. Abermals gelang es nicht, den Widerstand der von Admiral Andreas Miaoulis befehligten Griechen zu brechen. Einige Wochen später erreichte eine türkisch-ägyptische Flotte unter Ibrahim Pascha den Golf von Patras. Trotz der erdrückenden Überlegenheit der osmanischen Einheiten wiesen die Verteidiger Messolongis alle Angebote zur Kapitulation zurück. Miaoulis' Schiffe waren nunmehr aber nur noch selten in der Lage, die feindliche Blockade zu durchbrechen, um für Nachschub zu sorgen; in der hungernden Stadt breiteten sich Seuchen aus. Der Hochkommissar der inzwischen unter britischer Oberhoheit stehenden Republik der Ionischen Inseln, Sir Frederick Adam, bemühte sich vergebens, einen Waffenstillstand zu vermitteln.
Im Frühjahr 1826 war die Situation der Belagerten aussichtslos geworden, so dass für die Nacht des 10. April (dem Vorabend des Palmsonntag) ein Ausbruch aus der feindlichen Umzingelung beschlossen wurde. Mittels dreier mobiler Brücken versuchten die Einwohner, den die Stadt umgebenden Graben und später die türkischen Linien zu überwinden. Diejenigen Bürger, die zu alt, krank oder geschwächt für eine schnelle Flucht waren, verschanzten sich mit den verbliebenen Munitionsvorräten im Zeughaus und der Windmühle der Stadt. Der Ausbruchsplan wurde jedoch an die Türken verraten, die somit auf die Situation vorbereitet waren und ein Massaker unter den Flüchtenden anrichteten. Nur einigen Hundert Griechen gelang die Flucht aus dem Belagerungsring, die in der Stadt verbliebenen Bürger sprengten sich nach blutigen Straßenkämpfen gegen die eindringenden Eroberer in den Morgenstunden des 12. April selbst in die Luft.
Mit dem Exodos der Verteidiger Messolongis wurde die Basis für einen nationalen Mythos gelegt, der im griechischen Selbstverständnis bis heute präsent ist. Die enorme symbolische Bedeutung, die den Ereignissen um die Belagerungen zuerkannt wurde, hat dazu geführt, dass viele Fakten und Zahlen von pro-griechischer Seite entstellt oder massiv übertrieben wurden, während Angaben von türkischer Seite kaum überliefert und von der historischen Forschung so gut wie nicht aufgearbeitet sind. Es ist davon auszugehen, dass sich im April 1826 etwa 10.000 Menschen in den Mauern von Messolongi aufhielten, von denen wohl nur ungefähr 1.000 die Kämpfe überlebten.

### Vier Philhellenen und der „Mythos Mesolongi“
Der Freiheitskampf der Griechen bewegte die öffentliche Meinung in den Ländern West- und Mitteleuropas sowie den USA außerordentlich. Die Philhellenen waren jedoch in keiner Weise eine homogene gesellschaftliche Kraft, vielmehr waren die Beweggründe, sich als „Griechenfreund“ zu bekennen, äußerst vielfältig. Sie reichten von einer dem Zeitgeist der Romantik geschuldeten, oft ganz realitätsfernen Verklärung alles Griechischen bis zum zupackenden politischen Engagement, das Hunderte von meist jungen Männern dazu brachte, sich in Griechenland auf die Seite der Aufständischen zu schlagen. In Deutschland waren Johann Wolfgang von Goethe und König Ludwig I. von Bayern prominente Philhellenen, der zweite Sohn des Wittelsbachers wurde 1832 als Otto I. König von Griechenland. Der Komponist Louis Spohr schrieb die Musik zu einer beliebten Tragödie in drei Akten, die unter dem Titel Der Sturm von Missolunghi von einem anonymen „Freunde der heldenmüthigen Griechen“ verfasst worden war.

### Johann Jakob Meyer

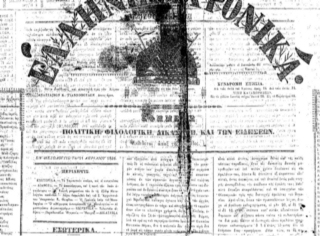
Titelblatt der Ellinika Chronika

Denkmal Meyers im Heldenfriedhof von Mesolongi

Der Schweizer Johann Jakob Meyer ist bis heute in Griechenland einer der populärsten Philhellenen. Am 30. Dezember 1798 in Zürich als Sohn eines Arztes geboren, verlebte er eine unstete Jugend, während der er mehr als einmal in Konflikt mit den bürgerlichen Moralvorstellungen seiner Umwelt kam. Nach dem Ende einer Ausbildung zum Apotheker nahm er ein Studium der Medizin in Tübingen auf, das er nach kurzer Zeit wieder aufgeben musste, weil er sich zum wiederholten Male hoch verschuldet hatte. Das hielt den jungen Mann nicht davon ab, sich beim Berner Hilfs-Verein für Griechenland als „Dr. Johann Jakob Meyer aus Zürich, Arzt und Chirurg“ vorzustellen, wo ihm ohne weiteres die Kosten für die Reise nach Griechenland bezahlt wurden. Dort angekommen, nahm Meyer am 5. und 6. März 1822 unter dem Kommando von Miaoulis an der Seeschlacht von Patras teil. In der Folge ließ er sich in Mesolongi nieder, wo er eine Griechin heiratete und innerhalb kurzer Zeit zu einem geachteten Bürger avancierte. Seit 1824 publizierte er in seiner Wahlheimat mit der Ellinika Chronika die erste Zeitung in griechischer Sprache. Viele Berichte über die Ereignisse während der zweiten Belagerung gehen direkt auf Meyer und seine Zeitung zurück. Das macht ihre Bewertung schwierig, da der Schweizer trotz seines aufrechten Eintretens für die griechische Sache immer wieder eine Neigung zur Hochstapelei erkennen ließ. Die genauen Umstände von Meyers Tod sind nicht bekannt, es heißt, er habe zu den Ersten gehört, die den Ausbruch am 10. April 1826 versuchten. Wenige Stunden vor seinem Ende schrieb er an einen Freund: 
Mich macht der Gedanke stolz, dass das Blut eines Schweizers, eines Enkels von Wilhelm Tell, sich mit dem Blute der Helden Griechenlands mischen soll.
Im Heldenpark von Mesolongi erinnern zwei Denkmale an Meyer, in seiner Schweizer Heimat ist er dagegen bis heute weitgehend unbekannt geblieben.

### Lord Byron

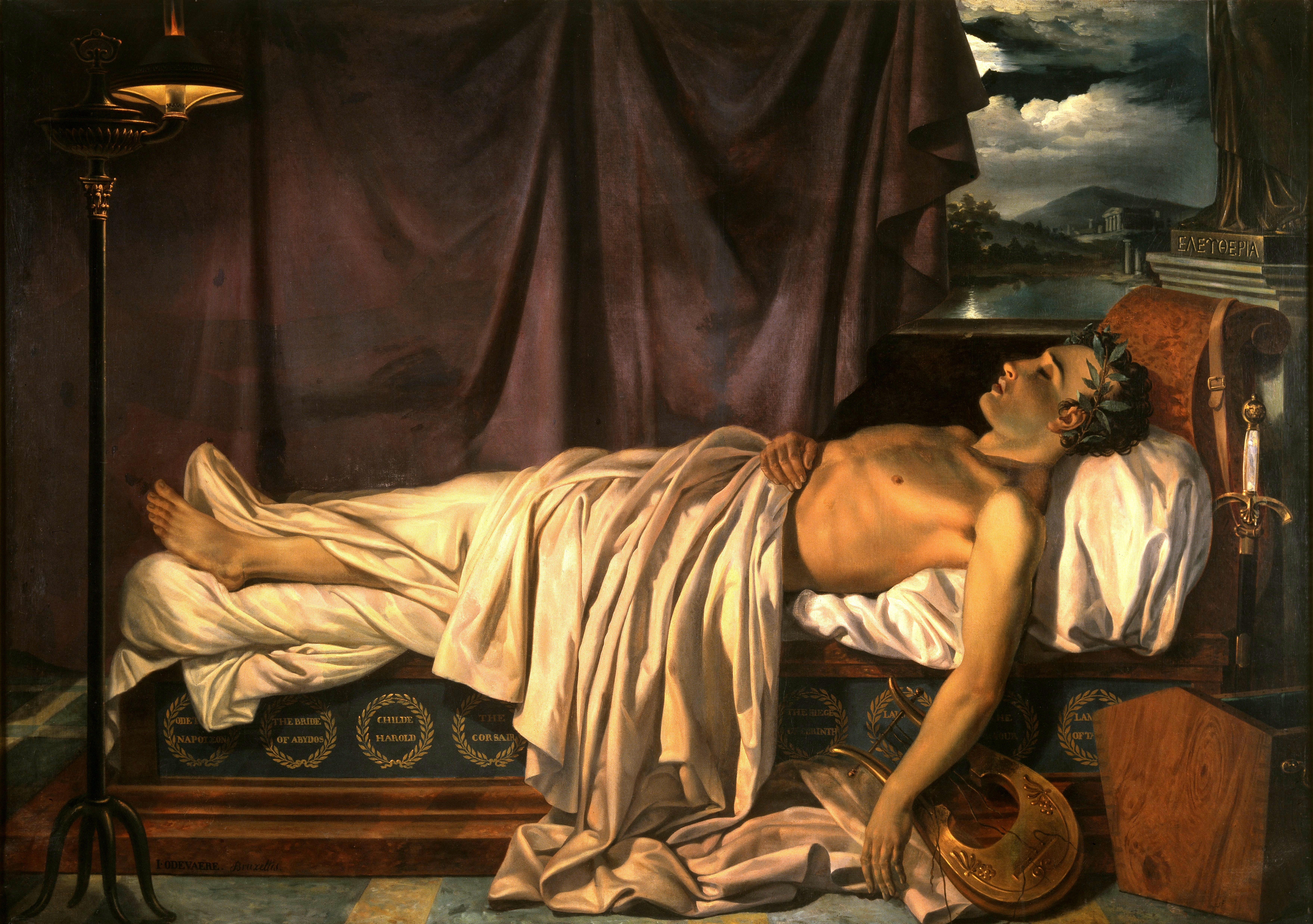
Joseph-Denis Odevaere: Lord Byron auf dem Totenbett, 1826

George Gordon Byron, einer der bedeutendsten Dichter der englischen Romantik – vor allem der schwarzen Romantik, hatte Mesolongi bereits im Jahre 1811 erstmals besucht. Als einem der berühmtesten Philhellenen wurde ihm 1823 in Pisa, wo er seit einiger Zeit lebte, der Oberbefehl über die griechischen Streitkräfte angetragen. Obwohl ohne jegliche militärischen Kenntnisse, akzeptierte Byron und finanzierte umgehend die Ausrüstung neuer griechischer Flotteneinheiten. Die geplante Einnahme der von den Türken gehaltenen Festung Nafpaktos misslang, und so wendete sich Byron mit seiner Truppe nach Mesolongi, wo er am 5. Januar 1824 von einer begeisterten Menschenmenge willkommen geheißen wurde. Byrons Gesundheit verschlechterte sich in den kommenden Wochen rapide – vermutet wird unter anderem, er habe sich im ungesunden Klima der Lagune mit Malaria infiziert. Die von den Ärzten verordneten Aderlässe schwächten den Körper des Dichters weiter, und er starb schließlich am 19. April 1824, ohne jemals in großem Umfang an Kämpfen teilgenommen zu haben. Eines seiner letzten Gedichte verfasste Byron an seinem 36. Geburtstag, es endet mit den Worten:
[...] Seek out—less often sought than found—

A soldier’s grave, for thee the best;

Then look around, and choose thy ground,

And take thy rest.

(At Missolonghi, January 22, 1824)
Johann Jakob Meyer behauptete später, sein Freund Byron sei in seinen Armen verstorben, eine Geschichte, die zumindest von zwei Zeitgenossen bestätigt wird. Dennoch lässt sich nicht mit Bestimmtheit sagen, ob die Aussage des Schweizers der historischen Wahrheit entspricht oder nur eine Anekdote ist, die dem Wunschdenken entspringt.
So hoch der Symbolwert von Byrons Ankunft in Griechenland für die Bevölkerung gewesen war, so schockiert reagierten die Aufständischen, als sie vom überraschenden Tod eines ihrer berühmtesten und wortgewaltigsten Sympathisanten erfuhren. Während Byrons Leichnam nach England überführt wurde, hatte der Dichter verfügt, dass sein Herz in Mesolongi bestattet werde.

### Eugène Delacroix

Eugène Delacroix: La Grèce expirant sur les ruines de Missolonghi, 1826 (Bordeaux, Musée des Beaux-Arts)

Der Maler Eugène Delacroix repräsentiert einen anderen Typus des Philhellenen. Während der dramatischen Ereignisse um den Aufstand in Griechenland verließ er seine französische Heimat nicht. Delacroix war ein begeisterter Leser der Werke Byrons, und auf diese Lektüre ist die Hinwendung des jungen Künstlers zum Philhellenismus wohl maßgeblich zurückzuführen. Obwohl Delacroix zeitlebens nicht nach Griechenland kam, schuf er mit dem Massaker von Chios (1824) und dem abgebildeten Werk Das sterbende Griechenland auf den Ruinen von Messolongi zwei Gemälde, die bereits zu ihrer Entstehungszeit sinnbildhaft für den „Freiheitskampf der Hellenen“ standen.
Die junge Frau in griechischer Tracht steht als zentrale Figur des Gemäldes mit ihren hilflos ausgebreiteten Armen für das geschlagene griechische Volk. Zu ihren Füßen ragt aus den Ruinen die Hand eines von umstürzenden Mauerresten zerschmetterten Freiheitskämpfers, eine Anspielung auf die Umstände, unter denen die in der Stadt verbliebenen Bewohner in den Tod gingen. Im Hintergrund sehen wir die triumphierende Gestalt eines „maurischen“ Söldners, der die siegreichen osmanischen Truppen verkörpert.
Das Sterbende Griechenland vereinigt in sich mehrere Merkmale, die für Delacroix’ Werk charakteristisch sind. Das Eintreten für die Sache der Unterlegenen, wie es auch im Massaker von Chios thematisiert wird, findet hier ihren malerischen Ausdruck in der allegorischen Figur der jungen Frau, die ikonographisch als wichtigste „Vorläuferin“ des berühmtesten Bildes von der Hand des Malers gilt, nämlich Die Freiheit führt das Volk („La Liberté guidant le peuple“, 1830, Louvre, Paris). Auch die Begeisterung für alles „Orientalische“ sollte den Franzosen sein Leben lang begleiten. Eher ungewöhnlich im Œuvre des jungen Delacroix ist dagegen die vergleichsweise ruhige, verhaltene Darstellung der Szene, die in merklichem Gegensatz zu der bewegten Dramatik vieler anderer seiner Bilder aus der Zeit um 1830 steht.

### Wilhelm Müller
Wilhelm Müller (* 7. Oktober 1794 in Dessau; † 1. Oktober 1827 ebenda) war ein zu seiner Zeit sehr bekannter Philhellene, der im deutschen Sprachraum als Dichter weitreichende politische Wirkungen erzielte. Mit seinen Griechen-Liedern stellte er sich nicht allein an die Seite der um ihre Freiheit kämpfenden Griechen, sondern nahm darin insbesondere Bezug auf das belagerte Mesolonghi; er erwies dabei dem verstorbenen Lord Byron seine Hochachtung. Obwohl nie selber in Griechenland, hat das griechische Volk seinen unbedingten Einsatz für ihre Freiheit nicht vergessen, sondern den Marmor gestiftet, der für sein Denkmal in Dessau verwendet wurde. Im Übrigen ist Müller in Deutschland bekannt geblieben als Verfasser der Liederzyklen Die schöne Müllerin und Die Winterreise, vertont von Franz Schubert, und den aus diesen Zyklen stammenden Volksliedern wie Am Brunnen vor dem Tore und Das Wandern ist des Müllers Lust.

## Nach der griechischen Unabhängigkeit

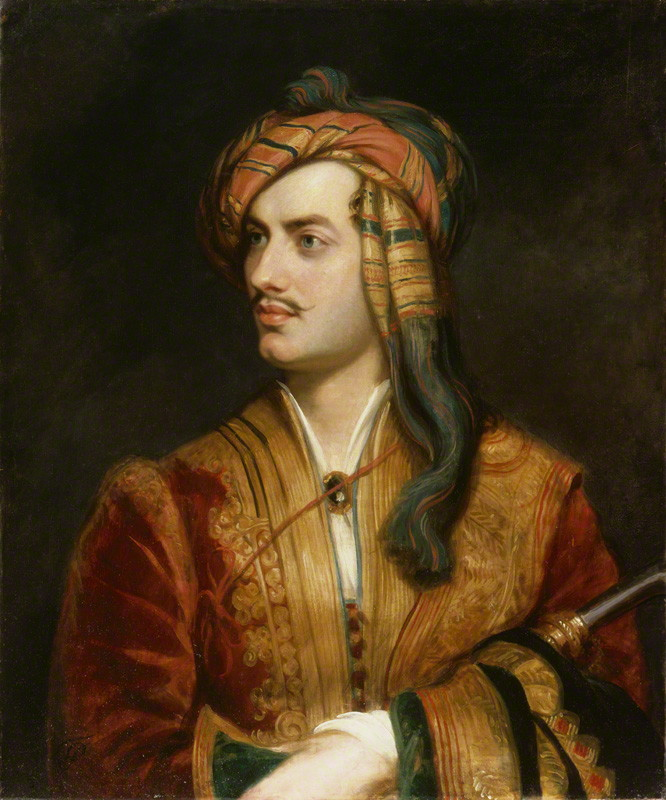
Lord Byron in albanischer Tracht, 1813. Nach dem Vorbild dieses Gemäldes von Thomas Phillips wurde das Byron-Denkmal in Mesolongi gestaltet

Das Eingreifen der europäischen Großmächte, beispielsweise in der Schlacht von Navarino 1827, führte schließlich mit dem Londoner Protokoll von 1830 zur Gründung eines souveränen griechischen Staates. In Mesolongi konnten sich die Türken noch bis 1829 halten. Mit der Proklamation (1833) der autokephalen Kirche von Griechenland beziehungsweise deren Anerkennung durch den Patriarchen von Konstantinopel (1850) wurde die Stadt Sitz eines orthodoxen Metropoliten.
Innerhalb des neuen Staates spielte Mesolongi keine bedeutende Rolle mehr. Allerdings wurde die Stadt wiederaufgebaut und modernisiert. Das moderne Mesolongi ist noch immer tief geprägt von der Erinnerung an die Ereignisse aus den Jahren des Aufstandes. Mehrere Museen und Gedenkstätten thematisieren verschiedenste Aspekte des Mythos, mit dem die Stadt in Griechenland umgeben ist. Der Palmsonntag ist, in Erinnerung der Tragödie von 1826, in Mesolongi weit mehr ein nationaler denn ein religiöser Feiertag. 1996, zum 100. Jubiläum der ersten Olympischen Spiele von 1896, wurde mit Unterstützung des Nationalen Olympischen Komitees Griechenlands der Heldenpark ausgebaut, in dem zahlreiche Denkmäler an die Freiheitskämpfer aufgestellt sind, darunter für Byron, Meyer und die US-amerikanischen Philhellenen.
Mesolongi ist eine sportbegeisterte Stadt, die seit 1896 regelmäßig Athleten zu Olympischen Spielen und anderen internationalen Wettbewerben entsendet und über ein eigenes Stadion verfügt. Außerdem beherbergt die Stadt neben allgemeinbildenden Schulen auch einige Fachschulen (zum Beispiel für Landwirtschaft, Agrartechnik und Management sowie drei Musikschulen). In Mesolongi erscheinen drei Tages- und zwei Wochenzeitungen, die Ellinika Chronika ist jedoch nicht mehr darunter. Besonders reich ist das kulturelle Angebot in den Sparten Musik und Tanz, vor allem deren traditionellen griechischen Ausprägungen.
Im Gegensatz zu vielen anderen Regionen Griechenlands spielt der Tourismus als Wirtschaftsfaktor noch eine untergeordnete Rolle. Die Lagune von Mesolongi ist ein Naturschutzgebiet gemäß der Fauna-Flora-Habitat-Richtlinie der Europäischen Union.

## Sehenswürdigkeiten

### Heldenpark
1996 wurde in Mesolongi als zentraler Ort für Gedenken und Trauer neben dem Stadttor ein öffentlicher Heldenpark mit Pflanzen und zahlreichen Denkmälern zu Ehren der damaligen Freiheitskämpfer angelegt.
Der Friedhof erinnert an viele in Mesolongi gestorbene Philhellenen aus ganz Europa. Deren berühmtester war der britische Poet Lord Byron, der in Mesolongi 1824 der Malaria erlag und dessen Herz hier im Sockel einer Marmorstatue beigesetzt wurde. Auch sein Mitstreiter Johann Jakob Meyer aus Zürich, Gründer der „Ellinika Chronika“, der ersten Zeitung in griechischer Sprache, erhielt ein Denkmal auf dem Heldenfriedhof.
Es gibt auch ein Denkmal, das zum Gedenken an Philhellenen aus Frankreich, Deutschland, Italien und Polen, die am griechischen Unabhängigkeitskrieg teilnahmen, errichtet wurde.

Galerie
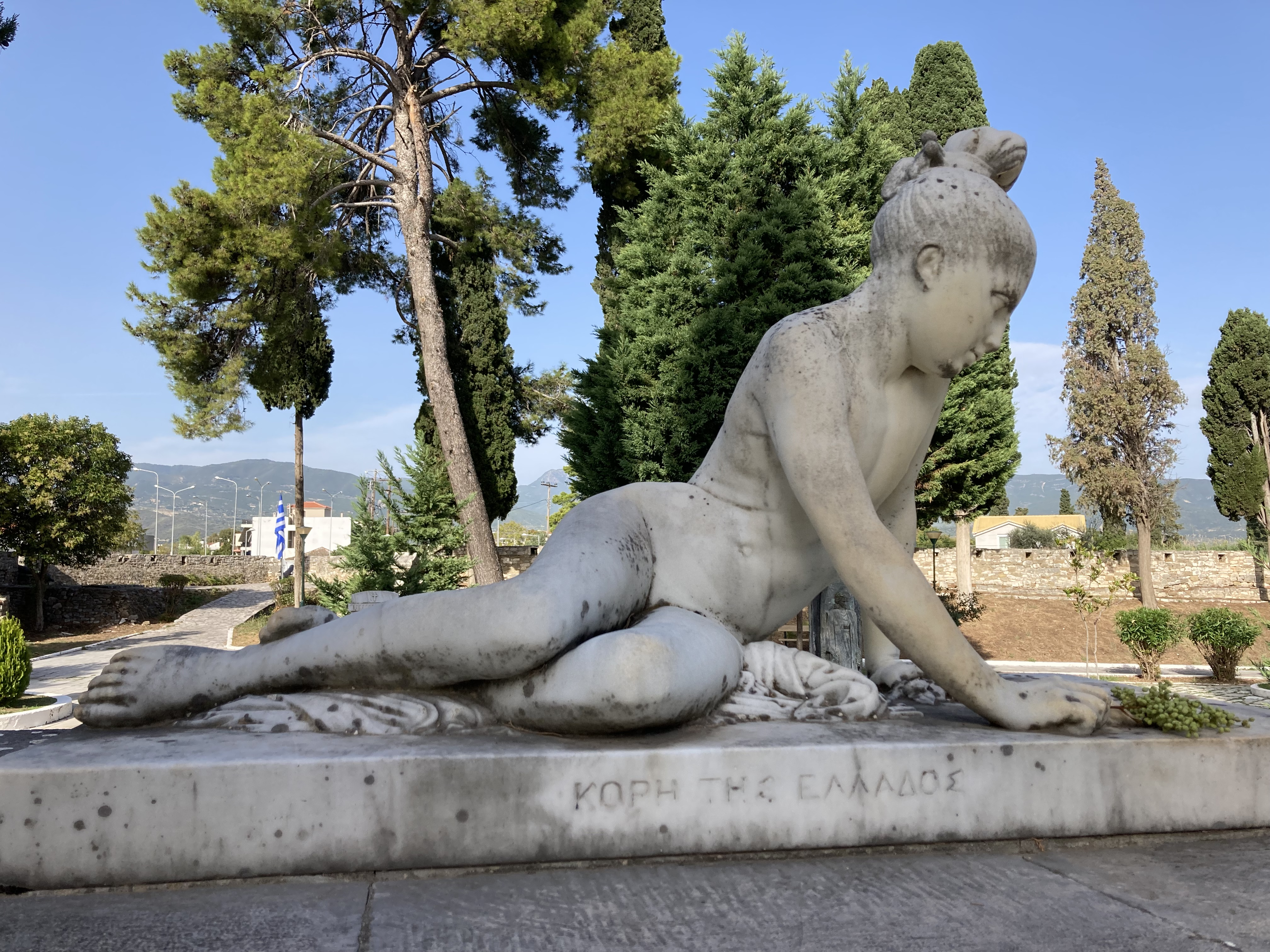
Grabstein im Heldenpark von Mesolongi, der die Wiederbelebung Griechenlands symbolisiert
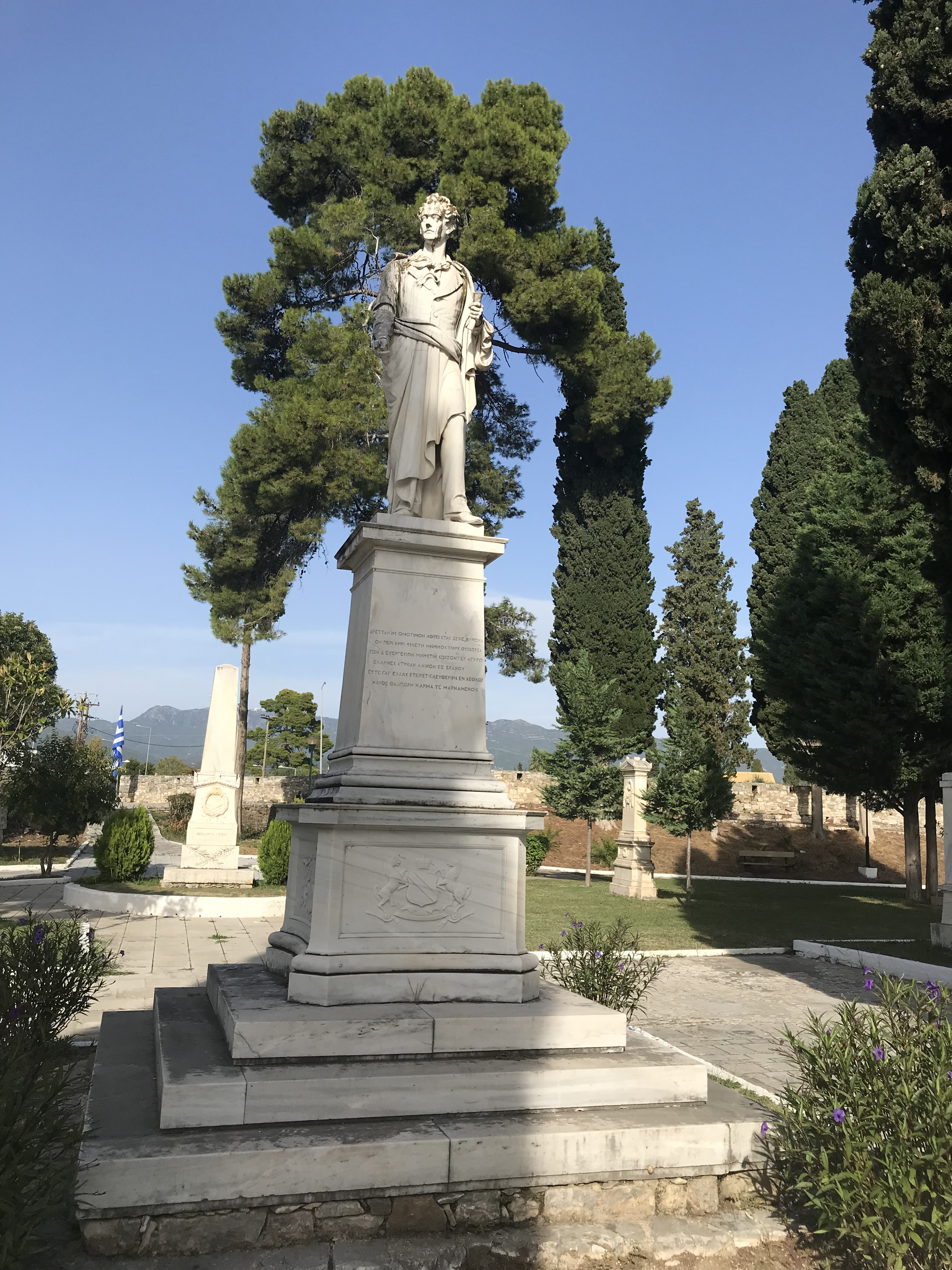
Lord Byron im Heldenpark von Mesolongi
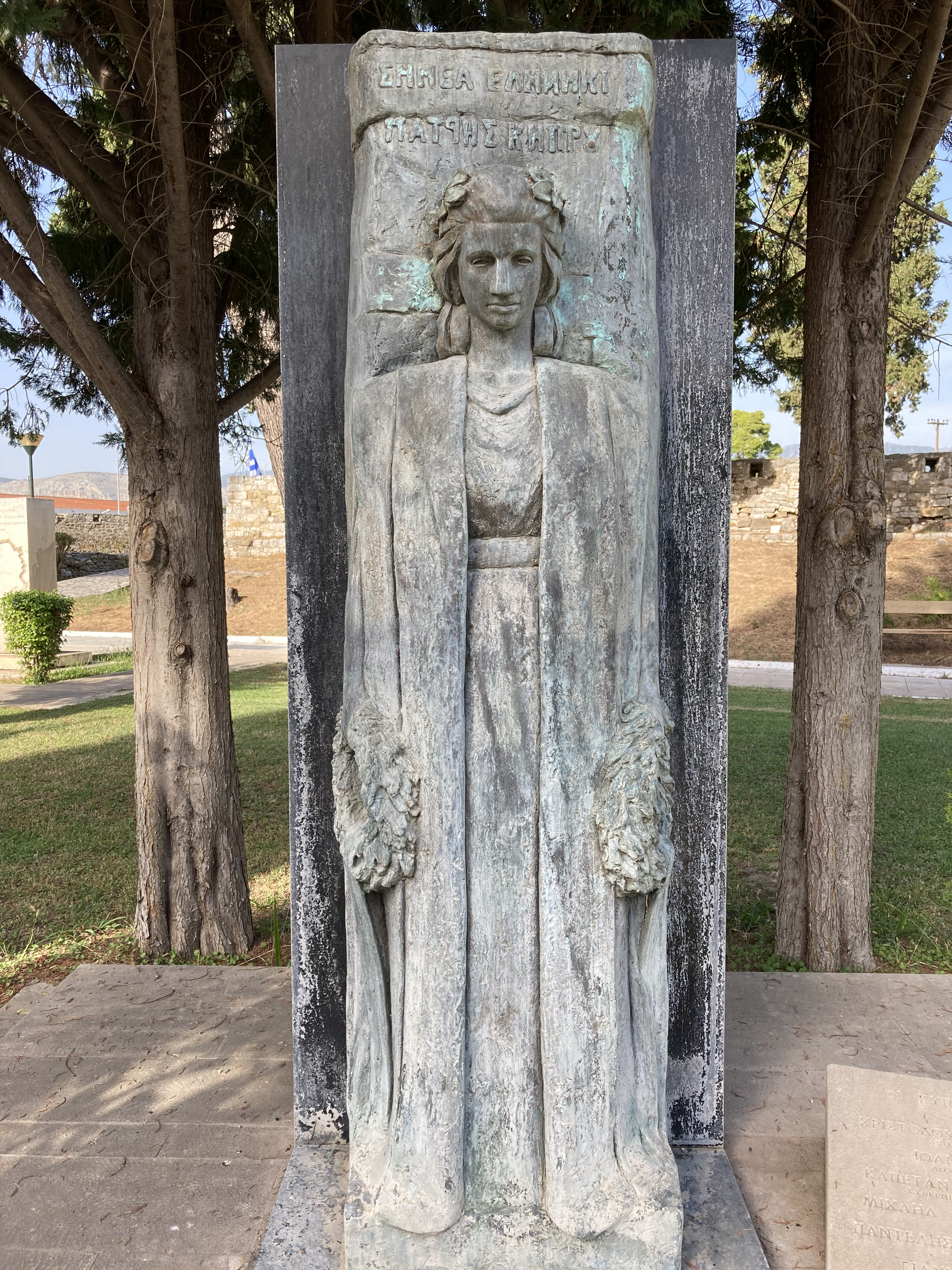
Denkmal im Heldenpark von Mesolongi

## Verkehr

### Hafen
Der Hafen von Mesolongi wurde seit der griechischen Unabhängigkeit modernisiert. Ein schiffbarer Kanal entlang der Westküste der Klisova-Lagune verbindet den Hafen von Mesolongi mit dem Golf von Patras und damit mit dem Ionischen Meer. Nach Norden hin setzt sich dieser schiffbare Kanal als Etoliko-Kanal bis zur Lagune und Ortschaft von Etoliko fort. Der Hafen von Mesolongi liegt im Südwesten der Stadt an der Spitze der Halbinsel. Die Spitze der Mesolongi-Halbinsel durchtrennt auch ein kleiner Stichkanal, welcher den Hafen und den Stadtpark von der Stadt trennt. In Relation zum Hafen von Patras ist die verkehrliche Bedeutung des Hafens von Mesolongi jedoch sehr klein.

### Straße
Dominierend, wie im restlichen Griechenland auch, ist der Straßenverkehr. Durch Mesolongi führt die Hauptverkehrsachse im westlichen griechischen Festland, die Nationalstraße 5. Sie erreicht die Stadt aus Andirrio am Golf von Patras kommend über Evinochori aus Südosten und verlässt Mesolongi nach Nordnordwesten in Richtung Agrinio, Amfilochia, Arta und Ioannina. Sie führt dabei entlang der Mesolongi- und Etoliko-Lagune, passiert den Klissoura-Pass und die Südseite des Lysimachia-Sees. Die Nationalstraße 5 führte zunächst mitten durch die Stadt; im zeitlichen Verlauf wurde eine Umgehungsstraße fertiggestellt, welche die Stadt östlich passiert. Die Nationalstraße 5 ist auf dem Gebiet der Gemeinde Mesolongi zugleich die Europastraße 55, welche von Etoliko kommend auf Nationalstraße 5 bei der Ortschaft Kefalovrysos trifft. Nördlich von Kefalovrysos ist die Nationalstraße 5 die Europastraße 853. Über die Europastraße 55 kann via Etoliko die Westküste des griechischen Festlands mit den Zwischenstationen Astakos, Aktio, Preveza, Parga nach Igoumenitsa in Epirus befahren werden. Bis 2004 wurde sämtlicher Straßenverkehr von der Peloponnes mittels Fähre über die Meerenge von Rio und Andirio transportiert; nach Eröffnung der Rio-Andirrio-Brücke besteht von Mesolongi aus via Andirrio eine feste, allerdings mautpflichtige, Straßenverbindung auf die Peloponnes. Damit bietet sich diese Verbindung auch für den Straßenverkehr von Athen, Piräus und Korinth an, welcher bis dato entweder über die kurvenreiche Nationalstraße 48 entlang der Nordküste des Golfs über Amfissa, Itea, Nafpaktos nach Andirio und anschließend nach Mesolongi gelangte. Dem zunehmenden Straßenverkehr wurde durch den Neubau der Autobahn 5 („Ionia Odos“) Rechnung getragen, welche von Rio über die Rio-Andirrio-Brücke östlich von Mesolongi nach Norden via Amfilochia, Arta und Filippiada nach Ioannina verläuft. Diese Autobahn wurde neben einer Entlastung des innerstädtischen Verkehrs in Mesolongi selbst zu einer durchgehenden Autobahnverbindung von Mesolongi nach Athen (via Autobahn 8) und auch nach Thessaloniki (via Autobahn 2) führen. Die Autobahn 5 wurde 2017 fertiggestellt.

### Flugplatz
Einen Flughafen besitzt Mesolongi nicht, aber östlich der Stadt liegt der private Flugplatz Mesolongi ( LG01). Die asphaltierte Start- und Landebahn mit einer Ausrichtung von 07/25 ist 800 m lang und 30 m breit. Der Flugplatz liegt auf einer Höhe von 1,5 m (5 ft) über dem Meeresspiegel.
Der nächstgelegene nationale Flughafen ist nach Schließung des Flughafens von Agrinio der Flughafen Preveza bzw. Aktio. Der nächste internationale Flughafen ist der Flughafen von Patras (Flughafen Araxos).

### Schiene
Von 1890 bis 1970 war Mesolongi Betriebsmittelpunkt der schmalspurigen griechischen Nordwestbahn. Sie führte über 61 km vom Hafen von Kryoneri am Golf von Korinth – von wo aus ein Trajekt nach Patras verkehrte – nach Agrinio. Für den Bau der Strecke und des Bahnhofs wurden große Teile der noch vorhandenen Stadtmauer abgerissen, das sogenannte Exodus-Tor ist allerdings erhalten geblieben. 1970 wurde die Strecke stillgelegt, das aufgelassene Empfangsgebäude zu einem Kulturzentrum umgebaut.
Ab 1996 wurde die Strecke ganz oder abschnittweise wieder in Stand gesetzt, Arbeiten die 2004 aber eingestellt wurden, ohne dass es zur Wiederaufnahme des Betriebs gekommen wäre. Zeitweilig gab es Planungen, die Strecke im Rahmen der Transeuropäischen Netze in Normalspur auszubauen und bis Ioannina zu verlängern.

## Persönlichkeiten
Aus Mesolongi stammen die Familien Trikoupis und Palamas.
- Ioannis Trikoupis (* 1750, Mesolongi; † 1824, Mesolongi). Lokalpolitiker.
- Manthos Trikoupis (* unbekannt; † 1821, Mesolongi). Widerstandskämpfer.
- Kostandis Trikoupis (* unbekannt, Mesolongi; † 1825, Klisova-Lagune südwestlich von Messolongi). Widerstandskämpfer.
- Spyridon Trikoupis (* 1788, Mesolongi; † 1873, Athen). Politiker (Ministerpräsident, Außenminister) und Diplomat.
- Themistoklis Trikoupis (* 1807, Mesolongi; † 1890). Widerstandskämpfer, Offizier.
- Charilaos Trikoupis (* 11. Juli 1832, Nafplio; † 30. März 1896, Cannes). Siebenfacher griechischer Ministerpräsident.
- Kostandinos Trikoupis (* 1857, Mesolongi; † 1922, Athen). Offizier und Politiker.
- Nikolaos Trikoupis (* 1869, Mesolongi; † 1956). Offizier und Politiker.
- Spyros Trikoupis (* 1888, Athen; † 12. Januar 1945, Arachova). Politiker und Schriftsteller.
- Kostandinos S. Trikoupis (* unbekannt; † 12. Mai 2002, Athen). Politiker.
- Ioannis Loukoudis (* 1910, Mesolongi; † 1980, Mesolongi). Arzt und Bürgermeister.
- Panagiotis Palamas (* 1722, Mesolongi; † 1803, Mesolongi). Gelehrter. Urgroßvater des Dichters Kostis Palamas.
- Epaminondas Deligiorgis (* 1829, Mesolongi; † 1879). Politiker, Finanzminister (1877) und sechsmaliger griechischer Ministerpräsident.
- Zinovios Valvis (* 1800, Mesolongi; † 1872 oder 1886, Messolongi). Griechischer Politiker und zweimaliger griechischer Ministerpräsident.
- Gustav Schrader (* 19. Juli 1852; † 1942), deutscher Naturaliensammler, Naturalienhändler und Ornithologe